# آروانجن
آروانجن (بالألمانية: Aarwangen)، هي قرية و‌بلدية في مقاطعة أوبيرارجو، كانتون برن، سويسرا.

## التاريخ
تم ذكر آروانجن لأول مرة في عام 1255 باسم فيلا آروانجن.

## روابط خارجية
- الموقع الرسمي لـ Aarwangen
- آروانجن بالألمانية وبالفرنسية وبالإيطالية من قاموس سويسرا التاريخي على الإنترنت.
- برن: شلوس أروانجن - لو شاتو دي أروانجن باللغة الفرنسية